# Boris Majorow
Boris Aleksandrowicz Majorow, ros. Борис Александрович Майоров (ur. 11 lutego 1938 w Moskwie) – radziecki i rosyjski hokeista, reprezentant ZSRR, dwukrotny olimpijczyk. Trener, działacz i telewizyjny komentator hokejowy.
Jego brat bliźniak Jewgienij (1938-1997), także został hokeistą, obaj występował razem w klubie i reprezentacji.

## Kariera

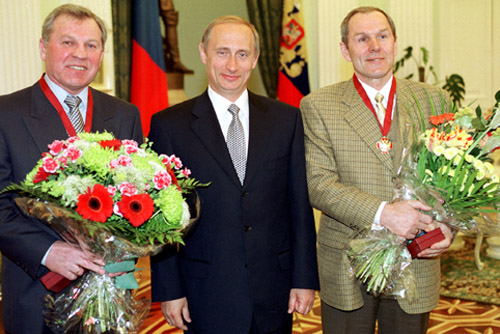
Boris Majorow, Władimir Putin i Wiaczesław Starszynow po dekoracji Orderem Zasług dla Ojczyzny (2000)

- Spartak Moskwa (1956-1970)

Był wieloletnim zawodnikiem Spartaka i reprezentantem ZSRR. Uczestniczył w turniejach mistrzostw świata w 1961, 1963, 1965, 1966, 1967, zimowych igrzysk olimpijskich 1964, 1968.
Zarówno w klubie Spartak, jak i w reprezentacji ZSRR wraz z braćmi Majorow tercet napastników tworzył środkowy napastnik Wiaczesław Starszynow.
W 1961 ukończył Moskiewski Instytut Lotniczo-Technologiczny.

## Kariera trenerska i działacza
Jeszcze w trakcie kariery zawodniczej został trenerem Spartaka Moskwa. Później pracował także w Finlandii.
- Spartak Moskwa (1967-1968, 1970-1971)
- Reprezentacja ZSRR juniorów (1971-1972)
- Reprezentacja ZSRR B (1972-1973)
- Jokerit (1974-1976)
- Reprezentacja ZSRR (turniej Canada Cup 1976)
- Spartak Moskwa (1985-1989)
- Jokerit (1990-1993)
- Tappara (1993-1995)

Ponadto został działaczem hokejowym. Od września do 12 listopada 1991 był historycznie ostatnim Przewodniczącym Prezydium Federacji Hokeja RFSRR. Od 1995 do 1998 pełnił funkcję menedżera generalnego reprezentacji Rosji. Od lipca 1997 do listopada 2002 był prezesem Spartaka Moskwa. 25 czerwca 2001 został wiceprezesem Federacji Hokeja Rosji. Został komentatorem rozgrywek hokejowych: od 1998 w stacji NTV-Plus, a po utworzeniu w 2008 rozgrywek KHL, w stacji KHL-TV.
Autor książki Widzę hokej (1970).

## Sukcesy i osiągnięcia
Reprezentacyjne zawodnicze
- Brązowy medal mistrzostw świata: 1961
- Złoty medal mistrzostw świata: 1963, 1965, 1966, 1967
- Złoty medal zimowych igrzysk olimpijskich: 1964, 1968

Klubowe zawodnicze
- Złoty medal mistrzostw ZSRR: 1962, 1967, 1969 ze Spartakiem Moskwa
- Srebrny medal mistrzostw ZSRR: 1965, 1966, 1968, 1970 ze Spartakiem Moskwa
- Brązowy medal mistrzostw ZSRR: 1963, 1964
- Puchar ZSRR: 1970
- Finalista Pucharu ZSRR: 1967

Szkoleniowe
- Srebrny medal mistrzostw ZSRR: 1968, 1970 ze Spartakiem Moskwa
- Puchar ZSRR: 1971 ze Spartakiem Moskwa
- Brązowy medal Canada Cup: 1976 z ZSRR
- Puchar Spenglera: 1985 ze Spartakiem Moskwa
- Brązowy medal mistrzostw ZSRR: 1986 ze Spartakiem Moskwa
- Złoty medal mistrzostw Finlandii: 1992 z Jokeritem
- Trzecie miejsce w Pucharze Europy: 1993 z Jokeritem

Indywidualne zawodnicze
- Mistrzostwa Świata w Hokeju na Lodzie 1961:
  - Pierwsze miejsce w klasyfikacji kanadyjskiej: 17 punktów
  - Skład gwiazd turnieju

Wyróżnienia
- Zasłużony Mistrz Sportu ZSRR
- Zasłużony Mistrz Sportu ZSRR w hokeju na lodzie: 1963
- Zasłużony Trener: 1979
- Najlepszy trener sezonu SM-liiga 1991/1992
- Galeria Sławy IIHF: 1999
- Rosyjska Galeria Hokejowej Sławy: 2014

## Odznaczenia
- Order Czerwonego Sztandaru Pracy: 1965
- Order Przyjaźni Narodów: 1985
- Order „Znak Honoru”: 1968, 1981
- Order Honoru: 1996
- Order „Za zasługi dla Ojczyzny” II klasy: 9 sierpnia 2019
- Order „Za zasługi dla Ojczyzny” III klasy: 26 kwietnia 2000
- Order „Za zasługi dla Ojczyzny” IV klasy: 2011[2]